# Identitätsdiffusion
Dieser Artikel wurde auf der Qualitätssicherungsseite des Wikiprojekts Psychologie eingetragen. Dies geschieht, um die Qualität der Artikel aus dem Themengebiet Psychologie zu verbessern. Dabei werden Artikel verbessert oder auch zur Löschung vorgeschlagen, wenn sie nicht den Kriterien der Wikipedia entsprechen. Hilf mit bei der Verbesserung und beteilige dich an der Diskussion im Projekt Psychologie.
Identitätsdiffusion beschreibt das Problem der Zersplitterung der eigenen Ich-Identität (Selbstbild). Sie beruht auf den Zweifeln der eigenen zum Beispiel ethnischen, sozialen oder geschlechtlichen Identität, entstanden durch Unsicherheiten im eigenen Handeln und Entscheidungen beziehungsweise Orientierungslosigkeit.

## Definition
Identitätsdiffusion ist das „Fehlen eines integrierten Konzepts des Selbst und der wichtigsten Bezugspersonen; es ist sichtbar in unreflektierten, chaotischen Beschreibungen des Patienten von sich und anderen und zeigt sich in einer Unfähigkeit, diese Widersprüche zu integrieren oder überhaupt wahrzunehmen.“ Zwischen (zeitweiliger) Identitätsstörung (bei Jugendlichen) und Identitätsdiffusion wird von Paulina Kernberg unterschieden. Ihr Konzept der Identitätsdiffusion entspricht Otto Kernbergs (1977) Konzeptualisierung der Identitätsdiffusion bei Erwachsenen.

## Adoleszenz
Es besteht Unsicherheit in Bezug auf die Frage, ob der „richtige“ Weg gewählt wurde oder Ängste, nicht zu wissen, zu wem man sich in der Zukunft entwickelt oder auch welche Werte und Normen als die eigenen übernommen werden sollen. Diese Diffusion betrifft die meisten Jugendlichen und löst sich im Laufe einer normalen Entwicklung auf. Jedoch in extremen Fällen kann eine Nichtbewältigung von latenten Krisen zu ernsthaften Entwicklungsstörungen führen, die sich erst im frühen Erwachsenenalter bei der Ausübung von sozialen Verhältnissen (Intimität) aufzeigen.
Jugendliche, die mit den äußerlich aufgezwungenen gesellschaftlichen Anforderungen nicht zurechtkommen, treten die Flucht an, in deren Folge sie Pflichten wie die Schule, Ausbildung oder sich selbst vernachlässigen (häufigstes Problem ist die Entscheidung zu einem bestimmten Berufsbild). Die Identitätsdiffusion kann bis zur völligen Aufgabe der eigenen Identität und einer Überidentifizierung mit Leitbildern und Idolen führen.

## Erwachsene
Identitätsdiffusion ist nicht nur ein Adoleszenzproblem, auch Erwachsene können betroffen sein. Kernberg stellte in Studien eine Identitätsdiffusion bei allen schwereren Persönlichkeitsstörungen fest. Je nach Typ ist eine bildhafte Beschreibung von sich selbst und/oder anderen nicht möglich. Kernberg geht von Erik H. Eriksons Beschreibung von Identität und Identitätsdiffusion als Pol misslungener Identitätsbildung aus, die er aus der Perspektive der Objektbeziehungstheorie weiter auflöst. Bei Identitätsdiffusion gelingt die für die Identitätsbildung grundlegenden Integrationsleistungen zwischen guten und bösen Selbst- und Personenbildern nicht; es fehlt an einem Konzept von sich und anderen. Dazu kann es nach Kernberg insbesondere unter extrem negativen frühkindlichen Affektzuständen kommen, deren Ursache Veranlagung und Traumatisierungen sein können.
Identitätsdiffusion kann vorkommen, wenn in der Kindheit sexualisierte Gewalt, Kriegserlebnisse oder belastende Familienverhältnisse (u. a. Parentifizierung) vorkamen, bei Borderline-Störung, langjähriger Arbeitslosigkeit oder durch psychische chronische Erkrankungen (oder beides), wenn der Verlust der bisherigen Kommunikationspartner durch neue überhaupt nicht oder nicht im erforderlichen Umfang gewonnen werden konnten.